# Seitenbuch
Seitenbuch (fränkisch: Saidlbuch) ist ein Gemeindeteil des Marktes Burghaslach im Landkreis Neustadt an der Aisch-Bad Windsheim (Mittelfranken, Bayern). Die Gemarkung Seitenbuch hat eine Fläche von 10,497 km². Sie ist in 1115 Flurstücke aufgeteilt, die eine durchschnittliche Fläche von 9413,90 m² haben. In ihr liegen neben dem namensgebenden Ort die Gemeindeteile Kirchrimbach, Rosenbirkach und Unterrimbach.

## Lage
Das Dorf liegt in einer Waldlichtung des Schwarzenberger Waldes in einer Talmulde eines dort entspringenden Quellbaches des Haselbachs. Eine Anliegerstraße führt zur Staatsstraße 2261 (0,3 km östlich), die nordöstlich nach Rosenbirkach bzw. südlich nach Thierberg verläuft.

## Geschichte
Der Ort wurde  1341 als „Seydenbuch“ erstmals urkundlich erwähnt. Der zugrundeliegende Flurname  bedeutet ‚zum Buchenwald eines Sīdilīn, Sīdo‘. Seitenbuch lag im Fraischbezirk der Castell’schen Cent Burghaslach. Das Bambergische Amt Schlüsselfeld hatte mehrere lehen- und steuerbare Grundstücke.
Mit dem Gemeindeedikt (frühes 19. Jahrhundert) wurde Seitenbuch dem Steuerdistrikt und der Ruralgemeinde Kirchrimbach zugeordnet. Im Rahmen der Gebietsreform in Bayern wurde Seitenbuch am 1. Januar 1972 nach Burghaslach eingegliedert.

### Bau- und Bodendenkmäler
- Burgstall Schloss Pank[11]
- Haus Nr. 9: Ehemaliges Castell’sches Forsthaus[11]

Ehemalige Baudenkmäler
- Haus Nr. 1: Kleines erdgeschossiges Wohnstallhaus mit Traufseite zur Straße, erste Hälfte des 19. Jahrhunderts. Verputzter Fachwerkbau von vier zu zwei Achsen, mit verputztem Westgiebel.[12]
- Haus Nr. 21⁄2: An der Innentreppe bezeichnet „C. U.[lrich] 1854“. Erdgeschossiges verputztes Wohnstallhaus aus Sandsteinquadern, von drei zu fünf Achsen im Wohnteil. Giebel zur Straße mit geknickten Eckpilastern; Satteldach auf profiliertem Traufgesims.[12]
- Haus Nr. 10: Erdgeschossiges Wohnstallhaus mit Traufseite zur Straße, erste Hälfte des 19. Jahrhunderts. Verputzter Massivbau von fünf zu zwei Achsen. Im Satteldach drei Schleppgaupen.[12]

### Einwohnerentwicklung
| Jahr      | 001818 | 001840 | 001861 | 001871 | 001885 | 001900 | 001925 | 001950 | 001961 | 001970 | 001987 |
| Einwohner | 92     | 80     | 80     | 86     | 97     | 100    | 65     | 85     | 72     | 76     | 72     |
| Häuser    | 13     | 16     |        |        | 18     | 18     | 12     | 17     | 17     |        | 18     |
| Quelle    | [ 8 ]  | [ 14 ] | [ 15 ] | [ 16 ] | [ 17 ] | [ 18 ] | [ 19 ] | [ 20 ] | [ 21 ] | [ 22 ] | [ 23 ] |

## Religion
Seitenbuch ist seit der Reformation evangelisch-lutherisch geprägt und bis heute nach St. Mauritius (Kirchrimbach) gepfarrt.

## Veranstaltungen
Alljährlich wird in Seitenbuch immer am vierten Augustwochenende die Kirchweih gefeiert.